# Dilatation hydrique
La dilatation hydrique, aussi appelée gonflement hydrique ou expansion hydrique, est la variation de dimension (linéique) ou de volume (volumique) d’un matériau en raison du mouillage par l’eau sous forme liquide. La variation inverse, due au séchage, est souvent appelée « retrait ».
Cette dilatation hydrique est à distinguer de la dilatation hygrique (due elle à l’interaction avec la vapeur d’eau ambiante, présente sous forme d’humidité). Si la réaction avec l’eau est irréversible (par exemple la prise du béton ou du mortier), on parlera plutôt de dilatation chimique.